# Francisca Donders
Francisca Petronella Donders (ur. 29 stycznia 1989 w Eindhoven) – holenderska koszykarka występująca na pozycji rozgrywającej.
14 lipca 2017 została zawodniczką InvestInTheWest AZS AJP Gorzów. 1 grudnia opuściła zespół.

## Osiągnięcia
Stan na 7 kwietnia 2018, na podstawie, o ile nie zaznaczono inaczej.
Drużynowe
- Mistrzyni:
  - Ligi Bałtyckiej (2017)
  - Estonii (2017)
  - Białorusi (2016)
  - Holandii (2008, 2011)
- Wicemistrzyni Holandii (2007)
- Zdobywczyni pucharu:
  - Białorusi (2016)
  - Holandii (2007)
- Finalistka pucharu Estonii (2017)

Indywidualne
(* – nagrody przyznane przez portal eurobasket.com)
- Defensywna zawodniczka roku ligi łotewsko-estońskiej (2017)*
- Uczestniczka meczu gwiazd ligi holenderskiej (2008)
- Zaliczona do II składu ligi łotewsko-estońskiej (2017)*[5]
- Liderka w przechwytach ligi łotewskiej (2017)[5]

Reprezentacja
- Mistrz Europy U–20 dywizji B (2009)
- Uczestniczka:
  - kwalifikacji do Eurobasketu (2011, 2013, 2015)
  - mistrzostw Europy:
    - dywizji B:
      - 2007, 2009
      - U–20 (2007–2009)
      - U–16 (2004, 2005)